# Muhammad Ait Kutmur
Shaikh Muhammad Ait Kutmur (segle XIV) fou un amir (general) de Tamerlà.
Va tenir una actuació destacada en la campanya del Mogolistan del 1389. Durant la campanya de l'Índia (1398) Tamerlà va saber que una sèrie de petits rages de l'entorn de Tulunba, que s'havien sotmès al seu net Pir Muhammad ibn Jahangir (governador de Kunduz, Balkh, Kabul, Gazni i Kandahar) que el precedia, estaven revoltats; Timur va enviar als amirs Shah Malik i Shaikh Muhammad Ait Kutmur a devastar els territoris d'aquests rages, de manera que servis d'exemple per a altres; els dos amirs van entrar als seus camps i van matar a unes dos mil persones i es van fer també molts presoners. El 28 d'octubre del 1398 Tamerlà va abandonar Tulunba. En la batalla contra Nusrat Kukeri (germà del cap local Shaikh Kukeri) a la vora d'un llac llac proper al riu Beas, a la vista de la població de Chavanaz, Ait Kutmur va dirigir l'ala esquerra junt amb Shah Malik.